# 烏帽子山八幡宮
烏帽子山八幡宮（えぼしやまはちまんぐう）は、山形県南陽市赤湯中心部にある神社。旧社格は県社。
1903年（明治36年）に建立された鳥居（高さ10.75m、幅12.7m）は継ぎ目のない一本石のものとしては日本一の大きさとされている。

## 御祭神
- 応神天皇（おうじんてんのう）
- 菅原道真（すがわらのみちざね）
- 鳴雷神（なるいかずちのかみ）

## 祭事行事
- 4月18日 - 大鳥居注連縄掛け替え神事[2]
- 4月20日 - 春祭り
- 9月第2土曜日・日曜日 - 赤湯温泉ふるさと祭り
- 9月15日 - 例大祭

## 赤湯温泉ふるさと祭り
神社の秋の大祭では地域一体となり「ふるさと祭り」として神賑行事、神輿渡御・男神輿・女神輿・中学生みこし・園児みこし、若者獅子・子供獅子などが斎行される。
特に若者組獅子は、全国的にも珍しいムカデ獅子様式であり、神威によって悪疫退散を願い、街中の災厄を祓い清める「暴れ獅子」と呼ばれる。
- 若者組総勢約70名奉仕
- 獅子幕展開図
  - 幕幅 - 4メートル
  - 前幕 長さ - 9メートル
  - 後幕 長さ - 15メートル

前幕と後幕を縫い合わせた幕の中央に獅子頭を取り付け、幕の周囲を引き手衆が取り囲み、黄鉢巻を付けた前幕組と白鉢巻を付けた後幕組に分かれる。
獅子は厄を祓いながら前に進み、お祓いが足りないと後ろに戻ろうとする引き合いが行われる勇壮な獅子舞神事である。
獅子を担ぐ若者衆、獅子追いをする子供達、孫の晴れ姿を見るため、付いて回る老人たち、大勢の賑わい、町民は勿論、近隣町村からも多くのお祭り客を取り込んだ、まさに町あげてのお祭りになっている。